# Denis Hickie

a Compétitions nationales et continentales officielles uniquement.

b Matchs officiels uniquement.
Dernière mise à jour le 4 novembre 2021.
Denis Anthony Hickie, né le 13 février 1976 à Dublin (Irlande), est un ancien joueur de rugby à XV, qui a joué avec l'équipe d'Irlande de 1997 à 2007, au poste de trois-quarts aile (1,87 m et 93 kg).

## Carrière

### En province
- Depuis 1996 : Leinster  Irlande

Il joue avec Leinster en Coupe d'Europe et en Celtic league. Il a inscrit entre 1996 et 2007 19 essais et un drop (soit 198 points) pour 54 rencontres de Coupe d'Europe disputées.

### En équipe nationale
Il a eu sa première cape internationale à l’occasion d’un test match le 1er février 1997 contre l'équipe du Pays de Galles. 
Il participe au Tournoi des Cinq Nations depuis 1997.
Hickie a disputé la coupe du monde 2003 (4 matchs disputés) et la coupe du monde 2007 (3 matchs disputés).
Il arrête sa carrière en équipe nationale après la désillusion de la coupe du monde 2007.

## Palmarès
- 62 sélections
- 29 essais
- 145 points
- Sélections par années : 6 en 1997, 6 en 1998, 6 en 2000, 6 en 2001, 9 en 2002, 11 en 2003, 2 en 2004, 5 en 2005, 2 en 2006, 9 en 2007
- Tournois des cinq/six nations disputés: 1997, 1998, 2000, 2001, 2002, 2003, 2005, 2007.

En coupe du monde :
- 2003 : 4 sélections comme titulaire (Roumanie, Namibie, Argentine, Australie), 3 essais
- 2007 : 3 sélections comme titulaire (Namibie, Géorgie, Argentine)